# Bordea
Bordea Bosmans, 1995 è un genere di ragni appartenente alla famiglia Linyphiidae.

## Distribuzione
Le tre specie oggi note di questo genere sono state rinvenute nell'Europa meridionale: Spagna, Francia e Portogallo.

## Tassonomia
Per la determinazione delle caratteristiche della specie tipo sono tenute in considerazione le analisi sugli esemplari di Lepthyphantes cavicola Simon, 1929.
Dal 2010 non sono stati esaminati esemplari di questo genere.
A dicembre 2012, si compone di tre specie:
- Bordea berlandi (Fage, 1931) — Portogallo
- Bordea cavicola (Simon, 1884)[3] — Spagna, Francia
- Bordea negrei (Dresco, 1951) — Spagna, Francia

### Sinonimi
- Bordea coiffaiti (Denis, 1953); trasferita dal genere LepthyphantesMenge, 1866, e posta in sinonimia con B. cavicola (Simon, 1884) a seguito del lavoro di Bosmans del 1995[1].
- Bordea ecclesiasticus (Denis, 1959); trasferita dal genere Lepthyphantes Menge, 1866, e posta in sinonimia con B. negrei (Dresco, 1951) a seguito del lavoro di Bosmans del 1995[1].